# Paul O'Connell
Paul Jeremiah O'Connell (Limerick, 20 ottobre 1979) è un ex rugbista a 15 irlandese che giocava nel ruolo di seconda linea; trascorse tutta la carriera professionistica con Munster e vanta 108 incontri per l'Irlanda più 7 test match con i British and Irish Lions.
Da dopo il ritiro è divenuto consulente tecnico dell'accademia di Munster.

## Biografia
Promettente nuotatore da ragazzo, O'Connell passò al rugby a 16 anni a scuola ed entrò nell'accademia di Munster, venendo successivamente convocato nell'Irlanda Under-21 e iniziando a rappresentare Munster a livello di campionato interprovinciale e, a seguire, di Celtic League, dalla cui stagione inaugurale in avanti fu sempre presente per 15 anni.
Debuttò con la nazionale irlandese in occasione del Sei Nazioni 2002 contro il Galles marcando anche una meta.
O'Connell fu uno dei titolari del Munster che disputò la finale della Heineken Cup 2001-02 persa 15-9 contro gli inglesi del Leicester.
Fresco vincitore della Celtic League 2002-03, il seconda linea irlandese venne convocato per la Coppa del Mondo di rugby 2003 giocata in Australia.
Nel 2005 O'Connell indossò la maglia dei British Lions partecipando al loro tour in Nuova Zelanda e collezionando tre presenze contro gli All Blacks.
L'anno dopo vinse la Heineken Cup sconfiggendo Biarritz 23-19 in finale, e fu anche l'unico giocatore dell'emisfero nord ad essere candidato al premio di miglior giocatore IRB dell'anno.
Nel 2007 O'Connell disputò la sua seconda Coppa del Mondo, mentre nel 2008 conquistò la sua seconda Heineken Cup con il Munster sconfiggendo in finale Tolosa 16-13.
Nel frattempo divenne capitano del Munster, dopo il ritiro di Anthony Foley, e vice capitano dell'Irlanda dietro Brian O'Driscoll.
Il 2009 fu l'anno della definitiva consacrazione a livello internazionale: dapprima realizzò con l'Irlanda uno storico secondo Grande Slam durante il Sei Nazioni a distanza di 61 anni dal primo (avvenuto durante il Cinque Nazioni 1948) e in seguito vinse la sua seconda Celtic League con Munster e, a coronamento delle sue prestazioni, fu anche nominato capitano della selezione dei British and Irish Lions impegnati nel tour in Sudafrica.
Nel 2011 O'Connell vinse la sua terza Celtic League e in seguito prese parte alla Coppa del Mondo in Nuova Zelanda.
Nel 2013 Paul O'Connell partecipò al tour dei Lions in Australia giocando nella prima partita della serie contro i Wallabies vinta 23-21 e saltando i restanti due test match a causa di un braccio fratturato.
A gennaio 2014 O'Connell prolungò il suo contratto con il Munster per altri due anni e due mesi dopo ottenne un nuovo successo internazionale vincendo il Sei Nazioni.
A giugno 2015, dopo avere vinto il suo terzo Sei Nazioni, O'Connell confermò la sua intenzione di ritirarsi dal rugby internazionale al termine della Coppa del Mondo ottenendo anticipatamente la rescissione del contratto con il Munster e la federazione irlandese e annunciando successivamente la firma di un contratto biennale con la squadra francese del Tolone.
Nel corso della successiva Coppa del Mondo di rugby 2015 in Inghilterra, tuttavia, O'Connell, capitano della squadra, si procurò una lesione del muscolo ischiocrurale a una coscia contro la Francia, che richiese un'operazione.
La chirurgia non ebbe l'effetto sperato e a febbraio 2016 O'Connell annunciò il suo ritiro forzato senza avere mai giocato neppure un minuto per il club francese.
A fine 2016 O'Connell tornò nel Munster come consigliere e consulente del settore giovanile.

## Palmarès
- Heineken Cup: 2
Munster: 2005-06, 2007-08
- Celtic League: 3
Munster: 2002–03, 2008–09, 2010–11
- Celtic Cup: 1
Munster: 2004-05